# چاکرهویوک (بسنی)
چاکرهویوک {{ترکی|Çakırhüyük) (به کردی: Kêsûn) (به ارمنی: Քեսուն) یک منطقهٔ مسکونی در ترکیه است که در بسنی واقع شده‌است.